# Consejería de Empleo, Formación y Trabajo Autónomo de la Junta de Andalucía
La Consejería de Empleo, Formación y Trabajo Autónomo es el departamento de la Junta de Andalucía encargado de las competencias autonómicas en materia de relaciones laborales, seguridad y sanidad en el trabajo, tutela del Servicio Andaluz de Empleo, políticas de autoempleo y red de UTEDLT (desarrollo local y tecnológico en áreas rurales). Recibe este nombre desde el inicio de la XI legislatura (2019-2023).
Su actual consejera y máxima responsable es Rocío Blanco Eguren, y tiene su sede en la avenida de Albert Einstein, n.º 4, Isla de la Cartuja, ciudad de Sevilla.

## Estructura Orgánica
- Viceconsejería
  - Secretaría General Técnica
  - Secretaría General de Empleo y Trabajo Autónomo
    - Dirección General de Trabajo y Bienestar Social
    - Dirección General de Trabajo Autónomo y Economía Social

  - Secretaría General de Ordenación de la Formación
    - Dirección General de Formación Profesional para el Empleo

## Entes adscritos a la consejería
- Servicio Andaluz de Empleo